# Международное военное сотрудничество Республики Беларусь
Международное военное сотрудничество Республики Беларусь (бел. Міжнароднае ваеннае супрацоўніцтва Рэспублікі Беларусь) — совместная военная деятельность Белоруссии и её вооружённых сил с другими государствами. Вопросами данной сферы занимается Департамент международного военного сотрудничества Министерства обороны Республики Беларусь.
Согласно концепции международного военного сотрудничества МО РБ от 10 ноября 2010, оно осуществляется в военно-политической, военной, военно-технической и других областях. Первое охватывает вопросы, связанные с военно-политическими аспектами обеспечения военной безопасности государства и международной безопасности. Второе представляет деятельность по совместному решению собственно военных проблем в сфере обеспечения национальной и международной безопасности. Под последним подразумевается разработка, производство, поставка вооружения и военной техники, а также выполнение работ и оказание услуг военно-технического назначения.

## Направления
Военной доктриной 2024 года приоритетными направлениями в международном военном сотрудничестве названы Союзное государство с Россией, ОДКБ и СНГ.
С Россией военное сотрудничество развивается активнее всего. Оно основывается на взаимных усилиях сторон по поддержанию необходимого военного потенциала двух государств, организации и осуществлении совместных мер по предотвращению военной угрозы и отражению возможной агрессии на общем оборонном пространстве. Страны сходятся в необходимости дальнейшего развития и совершенствования Региональной группировки войск (РГВ), которая функционирует с 2000 года. За это время проведена серия учений и тренировок, в ходе которых решены задачи оперативной совместимости белорусского и российского элементов РГВ, определён оптимальный боевой состав группировки, созданы все обеспечивающие системы. Важным шагом по укреплению оборонного потенциала Союзного государства является дальнейшее развитие Единой региональной системы ПВО. Ежегодно проводятся тактические учения подразделений ВВС и войск ПВО Беларуси с боевой стрельбой на российских полигонах, одним из направлений взаимодействия является несение совместного боевого дежурства по ПВО.
Белоруссия уделяет особое внимание развитию сотрудничества на площадке ОДКБ и воспринимает организацию в качестве гаранта международной и региональной безопасности, стабильности, а также защиты на коллективной основе независимости, территориальной целостности и суверенитета государства. Важным моментом стало выполнение страной необходимых внутригосударственных процедур для вступления в силу международных договоров в отношении сил и средств системы коллективной безопасности организации.
В то же время, несмотря на сложные политические взаимоотношения со странами Запада, предыдущей доктриной 2016 года контакты с НАТО характеризуются как «партнёрские». Связи с Североатлантическим альянсом направленны на расширение сотрудничества с западными государствами в военной сфере. Наиболее значимыми мероприятиями стали участие руководящего состава Вооружённых Сил в заседаниях, конференциях и симпозиумах Совета евроатлантического сотрудничества и программы «Партнёрство ради мира», в которую Белоруссия вступила в 1995 году. Помимо этого, белорусские представители проходили обучение на специализированных и лингвистических курсах НАТО. Наиболее активный диалог был построен с военными ведомствами Германии, Литвы, Польши и Турции. По миротворческому направлению ключевым партнёром Белоруссии выступает Италия.
В рамках двустороннего сотрудничества с Украиной проведены совместные тренировки дежурных сил по вопросам противоздушной обороны, рабочие встречи по обмену опытом в области строительства военно-воздушных сил и миротворческой деятельности под эгидой ООН, направленные на развитие военно-научного и военно-технического сотрудничества.
В Восточной и Юго-Восточной Азии наиболее важными партнёрами страны традиционно являлись Китай и Вьетнам. Основой взаимоотношений с первым стали обмен визитами военных делегаций высоко уровня, совместная боевая подготовка войск, контакты в области военного образования, совершенствование двусторонней нормативно-правовой базы сотрудничества, сотрудничество в гуманитарной сфере. Со вторым главным направлениями развития военного сотрудничества являлись взаимные визиты представителей вооружённых сил, обучение военнослужащих и сотрудничество в культурной сфере.
В Ближневосточном регионе существенно активизировалось сотрудничество с ОАЭ и Катаром.
В Африке основным партнёром считается Судан, который является самым долговременным покупателем белорусской военной продукции. С Белоруссией имеется обширный опыт совместного военно-технического сотрудничества.
В 2008—2013 годах в Южной Америке наиболее крепкие отношения сложились с Венесуэлой. Силовики двух страны проводили различные мероприятия, в том числе совместные тренировки, семинары, встречи, обмен опытом в сфере борьбы с терроризмом. Активно развивалось сотрудничество в военно-технической сфере, а белорусские военные специалисты занимались созданием единой системы ПВО и РЭБ для Вооружённых сил Венесуэлы.

## Военно-техническое сотрудничество
В развитии военно-технического сотрудничество Республики Беларусь с зарубежными странами директор ООО «БСВТ — Новые технологии» Олег Сильванович выделил три этапа, характеризующихся различным содержательным наполнением и приоритетными направлениями, используемыми для реализации соответствующих мероприятий организационно-управленческими формами, правовым инструментарием:
- Этап становления (1991—2003 гг.) отличается беспрецедентной интенсивностью, насыщенностью внешнеполитических контактов, дву- и многосторонними встречами и соглашениями, что объясняется как логикой становления государственного суверенитета, так и вынужденной необходимостью в условиях постоянного цейтнота формулировать основные направления и приоритеты внутренней и внешней политики, что закономерно зачастую приводило к непоследовательности, противоречивости предпринимаемых элитами действий;
- Этап упорядочения и стабилизации (2003—2018 гг.) ознаменовал закрепление, развитие и приумножение достижений белорусского ВПК советского периода, стабилизацией ситуации в профильной отрасли, что позволило одновременно привлечь перспективные научные и управленческие кадры, активизировать разработку и внедрение инновационных технологий на предприятиях, в научно-исследовательских институтах и конструкторских бюро, начать экспорт образовательных и научных услуг. Также существенно укрепилась и диверсифицировалась по регионам и направлениям экономическая составляющая международного военно-технического сотрудничества страны в виде конкретных контрактов с новыми заказчиками;
- Этап инновационного прорыва (с 2018 г. по настоящее время) характеризуется окончательным переходом от реализации запасов вооружений советской эпохи к выпуску и поставке заказчикам качественно новой продукции, оказавшийся возможным после начала разработки вместо разрозненных средств уже полноценных систем вооружения.

Основным поставщиком вооружения для армии Белоруссии является Россия. Некоторое количество поставляет Китай. Однако за счёт развитого военно-промышленного комплекса страна часть вооружения производит самостоятельно. Более того, белорусская продукция военного назначения поставляется в другие государства.
В 2016 году экспорт продукции военного назначения осуществлялся в 60 стран, в 2017 — в 69 стран, а в 2018 году — в 76 стран мира, что составляет 110 % по отношению к 2017 году. Тогда поставки составили примерно один миллиард долларов. По данным Стокгольмского института исследований проблем мира (SIPRI), за 2016—2020 годы страна заняла 19 место в списке мировых экспортёров оружия с объёмом поставок 0,3 % от мирового. В сравнении с уровнем 2011−2015 годов, когда Беларусь занимала 18-ю позицию в шведском рейтинге, он снизился на 34 %. Основу экспорта составили системы РЭБ и ПВО и комплектующие к военной технике. Главным покупателем стала Россия. Так, в 2018 году товарооборот Минска и Москвы в военной сфере составил 600 миллионов долларов, а экспорт из республики превысил российский импорт. Крупные партии осуществлялись в Азербайджан, Судан, Мьянму, Анголу, Нигерию и Вьетнам. Среди ключевых покупателей есть также Казахстан, Китай, Лаос, Индонезия, Бангладеш, Индия, ОАЭ и Уганда. Такие страны как Сербия, Болгария и Словакия регулярно закупают белорусские боеприпасы.
Военно-промышленные предприятия Республики Беларусь также занимаются военными разработками с другими государствами. Так, в начале 2000-х белорусский 140-й ремонтный завод вместе со словацкими предприятиями «Метапол» и «ZTS Dubnica» разработал модификации БТР-70 и БМП-1 — Кобра-К и Кобра-С. Позднее украинским конструкторским бюро «Луч» совместно с УП «Тетраэдр» был создан ЗРК Т38 «Стилет», с ОАО «Пеленг» — ПТРК «Шершень» (также участвовало белорусское ЗАО «SRPC») и «Скиф». В свою очередь российский ВПК сотрудничает со 120-ю белорусскими заводами и конструкторскими бюро по 1600 видам военно-технической продукции. Сотрудничество именно в военной сфере считается наиболее успешным направлением взаимодействия двух стран. Одним из успешных примеров кооперации является модифицированная версия ЗРК «Бук» — «Бук-М2» на базе колесного шасси Минского завода колёсных тягачей. Ранее эти же шасси использовались при модернизации российских ЗРК «Тор».

## Военные специалисты
Вооружённые силы Республики Беларусь направляли своих военных специалистов в такие страны как Кот-д’Ивуар, Венесуэла, Ливия, Йемен и Демократическая Республика Конго, действуя как официально, так и скрытно. У себя на родине они ранее занимались подготовкой военнослужащих из Нигерии. Обычно в стране редко распространяются о подобного рода деятельности, особенно в государственных СМИ, а заседание парламента Белоруссии по вопросу направления военных советников в то или иное государство осуществляется в закрытом режиме. Официально имели место военные миссии в Венесуэле (помимо СМИ, о ней говорил и Президент Белорусcии Александр Лукашенко), Ливии (факт наличия контингента военных специалистов в довоенный период подтвердил советник посольства республики в Триполи Георгий Громыко, но отрицалось какое-либо участие в боевых действиях) и Йемене (подтвердили представитель МИД Андрей Савиных и глава Госкомвоенпрома Сергей Гурулёв), а также кампания по подготовке и обучению нигерийских военнослужащих (опубликованы фотографии «Центра специальной подготовки»). В иных случаях правительство страны зачастую отрицает или вообще никак не комментирует подобного рода информацию.